# Ljustjärnen (Ljusdals socken, Hälsingland, 688553-150548)
Ljustjärnen är en sjö i Ljusdals kommun i Hälsingland och ingår i Ljusnans huvudavrinningsområde. Sjön har en area på 0,075 kvadratkilometer och ligger 328 meter över havet.

## Delavrinningsområde
Ljustjärnen ingår i det delavrinningsområde (688510-150615) som SMHI kallar för Utloppet av Skåltjärnen. Medelhöjden är 302 meter över havet och ytan är 9,39 kvadratkilometer. Det finns ett avrinningsområde uppströms, och räknas det in blir den ackumulerade arean 20,01 kvadratkilometer. Sänningsån som avvattnar avrinningsområdet har biflödesordning 4, vilket innebär att vattnet flödar genom totalt 4 vattendrag innan det når havet efter 157 kilometer. Avrinningsområdet består mestadels av skog (89 procent). Avrinningsområdet har 0,17 kvadratkilometer vattenytor vilket ger det en sjöprocent på 1,8 procent.